# Saxifraga saginoides
Saxifraga saginoides är en stenbräckeväxtart som beskrevs av Joseph Dalton Hooker och Thoms.. Saxifraga saginoides ingår i Bräckesläktet som ingår i familjen stenbräckeväxter. Inga underarter finns listade i Catalogue of Life.